# Berberabe
Berberaben (Macaca sylvanus) er en haleløs makakabe, der lever i skovene i Atlasbjergene i Algeriet og Marokko. Også på Gibraltar lever en lille bestand, men det er usikkert, om de er blevet indført af mennesker. Berberaben kaldes også gibraltaraben. Ud over mennesket er det den eneste primatart, der i dag lever vildt i Europa.

## Udseende
Abens pels er gulbrun eller grå med en lysere underside. De Hunner er normalt mindre end hannen. Ansigtet er mørkt-lyserødt, mens halen er reduceret til et rudiment, og forlemmerne er længere end baglemmerne. De største eksemplarer bliver op til 75 centimeter høje og vejer indtil 13 kilo. 

## Adfærd og leveområder
Berberaber er den eneste makak-art, der lever uden for Asien. De holder til i skovområder med fyr, eg og cedertræer i de nordafrikanske bjerge og kan findes i op til 2.100 meters højde. De er dagaktive og opholder sig i løbet af dagen både i træerne og på jorden. De er et flokdyr og danner blandede grupper af mellem 10 og 30 hanner og hunner. Flokken ledes af en matriark, og hierarkiet bestemmes ud fra slægtskabet til hende. I modsætning til de fleste arter af primater deltager hannerne i yngelplejen og bruger meget tid på at lege og pleje ungerne. På den måde opbygges stærke sociale bånd også mellem hannerne og deres afkom.
Berberaber er primært planteædende. Føden består især af blade, rødder og frugt, men de tager indimellem også insekter. I dagtimerne patruljerer flokken deres territorium, der kan strække sig over flere kvadratkilometer. Normalt lever berberaben fredeligt ved siden af andre primatarter, og kan fx dele vandhuller med dem, uden der opstår konflikter. Berberaber bevæger sig energisk rundt på alle fire lemmer, men kan rejse sig på bagbenene, fx for at undersøge omgivelserne for farer.
Parringssæsonen løber fra november til marts, og efter en drægtighedsperiode på 147-192 dage føder hunnen typisk én unge; tvillinger er en sjældenhed. Aberne bliver kønsmodne efter 3-4 år og kan blive 20 år gamle eller ældre.

## Status
I Atlasbjergene er berberabernes levesteder truet af træfældning, og arten har derfor status af sårbar på IUCN's Rødliste. Lokale bønder betragter aberne som skadedyr, hvorfor de jages. Der findes i dag kun et sted mellem 1.200 og 2.000 berberaber tilbage i naturen, hvor arten tidligere har været vidt udbredt over hele Nordafrika og måske Sydeuropa.

## Population i Gibraltar
Den eneste vilde bestand af berberaber i Europa findes i Gibraltar, den udgøres af omkring 230 individer. Her er berberaben i modsætning til i Nordafrika ikke truet. Dette skyldes primært den intensive vildtpleje, som Gibraltars myndigheder udfører.
Aberne regnes som Gibraltars vigtigste seværdighed, og den mest populære kaldes Queen's Gate og holder til ved The Apes' Den. Ved at tage op med svævebanen Cable Car Gibraltar kommer turisterne her ganske tæt på aberne, der med tiden er blevet vænnet til menneskelig kontakt; dog kan de reagere med bid, hvis de generes. Den efterhånden ganske intensive interaktion med mennesker førte dog til, at flokkene socialt brød sammen, da dyrene blev afhængige af mennesker. De begyndte at finde føde i byen og ødelagde ofte biler og tøj i deres jagt på mad. Derfor er det i dag forbudt at fodre aberne i Gibraltar.

### Myter
En populær myte fortæller, at så længe berberaberne findes på Gibraltarklippen, så vil den forblive et britisk territorium. Områdets status er genstand for en disput mellem Spaniens og Storbritanniens regeringer. I 1942, da bestanden var svundet ind til en håndfuld på syv aber beordrede Winston Churchill derfor, at deres antal skulle suppleres med aber hentet i Marokko og Algeriet.
En anden historie fortæller, at aberne kender en 24 kilometer lang undersøisk tunnel, der forbinder Gibraltar med Afrika. Og at de skulle have benyttet den til at nå frem til Gibraltar.

## Menneskets brug
Igennem historien er berberaben i flere tilfælde blevet brugt som substitut for mennesker. Især inden for lægevidenskaben. Eksempelvis skyldes de fejlagtige antagelser, som den antikke og i middelalderen autoriative anatom Galen, gjorde om den menneskelige anatomi, at han benyttede berberaber i sine studier, da han ikke havde adgang til lig fra mennesker; da det dengang ifølge romersk lov var forbudt at dissekere menneskekroppe.

## Eksterne link
- Wikispecies
- ARKive – images and movies of the Barbary Macaque (Macaca sylvanus) Arkiveret 13. april 2006 hos  Wayback Machine